# 괴도의 검
"괴도의 검"은 1968년 공개된 대한민국의 영화이다.

## 배역
- 신영균
- 문희
- 김영웅
- 방인자
- 황해
- 오지명
- 최성호
- 이향
- 김기범
- 임해림
- 추봉
- 채훈
- 박옥초
- 이정애
- 박예숙
- 이기영
- 김기주
- 이강조